# Hornet (Berg)
Das Hornet (norwegisch für Horn) ist ein spitzer Berggipfel im ostantarktischen Königin-Maud-Land. Er ragt 5 km westlich der Snøhetta in der Regulakette des Ahlmannryggen auf.
Norwegische Kartografen benannten den Berg deskriptiv und nahmen anhand von Luftaufnahmen und Vermessungen der Norwegisch-Britisch-Schwedischen Antarktisexpedition (1949–1952) und Luftaufnahmen der Dritten Norwegischen Antarktisexpedition (1956–1960) eine Kartierung vor.